# Koltungutindur
Koltungutindur är en bergstopp i republiken Island. Den ligger i regionen Austurland, 300 km öster om huvudstaden Reykjavík. Toppen på Koltungutindur är 1 156 meter över havet.
Trakten runt Koltungutindur är nära nog obefolkad, med mindre än två invånare per kvadratkilometer. Det finns inga samhällen i närheten. Trakten runt Koltungutindur består i huvudsak av gräsmarker.